# Смоленская гимназия имени Н. М. Пржевальского
Смоле́нская гимна́зия и́мени Н. М. Пржева́льского — одно из старейших светских учебных учреждений Российской Империи.

## История
Начало гимназии относится к 1786 году: 2 августа 1786 года последовало «Высочайшее повеление» Екатерины II об открытии в 25 губерниях новых школ — народных училищ.
- 22 сентября (3 октября) 1786 года в Смоленске состоялось торжественное открытие четырёхклассного народного училища. При его открытии педагогический персонал состоял из 4 лиц, окончивших Санкт-Петербургский учительский институт. Для преподавания наук в высших классах (IV и III) определены были Николай Григорьевич Ефремов[1] и Иван Васильевич Смирягин[2]: первый преподавал математические науки и рисовальное искусство, второй — гражданскую историю, естествоведение и географию; в низших (II и I) — Семён Михеевич Попов и Федор Васильевич Нечаев: первый преподавал все предметы, проходившиеся во II классе, Второй — все предметы I класса. Кроме того, 12 человек из Смоленской духовной семинарии знакомились с методами преподавания, но из-за отсутствия вакансий, получив от директора училища свидетельства, были возвращены в семинарию.
- В конце июля 1795 года, согласно особой «Записки, какого расположения быть домам для главных народных училищ», здание смоленского училища было отделано заново и расширено надстройкою 2 этажа, в котором свободно разместились 4 класса, библиотека и научные кабинеты, а также большая актовая зала для публичных испытаний учеников.
- В марте 1804 года, в соответствии с указом Александра I об открытии в каждом губернском городе гимназии, главное народное училище Смоленской губернии было преобразовано в гимназию; официальное открытие состоялось 26 марта 1804 года. Смоленская гимназия стала третьей, после московской и тверской гимназий. Одновременно при гимназии был открыт коммерческий класс, просуществовавший до 1812 года[3].
- В 1812 году, после сожжения Смоленска, занятия прервались и были возобновлены лишь в 1814 году, а в полном объёме — в 1816 году.
- В 1833 году смоленская гимназия, как и все губернские гимназии, перешла на семилетний цикл обучения.
- В сентябре 1847 года три низших класса Смоленской губернской гимназии были разделены на 2 отделения.
- В 1851 году был открыт «Благородный при гимназии пансион», в который принимались исключительно дети из дворянских семей[4].
- В 1858 году были собраны средства на строительство нового здания гимназии, которое, при участии императора Александра II, было заложено в том же году 3 сентября.
- В 1864 году было построено новое здание гимназии.

- С 1918 по 1920 год в здании гимназии находилась 6-я единая трудовая школа 2-й ступени, затем, до 1925 года в здании располагались пехотные курсы командования Западного фронта.
- В 1932 году школа была преобразована среднюю школу № 7.
- В 1961 году, по инициативе и при активном участии учительницы географии Евгении Абрамовны Злотниковой, был создан школьный музей.
- В 1963 году школе было присвоено имя Н. М. Пржевальского.
- В 1986 году в честь 200-летнего юбилея за успехи в области обучения и воспитания подрастающего поколения школа была награждена орденом «Знак почёта». Указ Президента Верховного Совета СССР № 5630-XI от 9.09.1986 г.
- В 1990 году по инициативе директора В. Г. Тимофеева средняя школа № 7 была преобразована в гимназию.

В последние годы гимназия неоднократно в течение нескольких лет становилась победителем конкурса «Школа года».
|                                                                 |                                                           |
| Смоленская мужская гимназия со стороны нынешней площади Ленина. | Смоленская мужская гимназия со стороны Лопатинского сада. |

## Директора
- Мицкий, Петр Львович 1786—1787
- Алексеевцев, Константин Данилович 1788—1790[5]
- Станиславский, Демьян Осипович 1790—1791
- Повало-Швыйковский, Тимофей Федорович 1791—1792
- Пенский, Петр Алексеевич 1792—1798[6]
- фон Тритгоф, Густав 1798—1799
- Людоговский, Лев Фёдорович 1799—1834[7]
- Авсов, Пётр Николаевич 1834—1842
- Кологривов, Иван Николаевич 1842—1847
- Локошин, Александр Иванович 1847—1852
- Философов, Михаил Александрович 1853—1854
- Шестаков, Пётр Дмитриевич 1854—1860
- Мациевский, Станислав Никодимович 1860—1863
- Де-Витте, Николай Николаевич 1863—1865
- Ржевский, Дмитрий Семёнович 1865—1866
- Сосфенов, Николай Иванович 1867—1870
- Лебедев, Иван Дмитриевич 1870—1871[8]
- Басов, Василий Петрович 1871—1875
- Гобза, Иосиф Освальдович 1875—1887
- Лебедев, Сергей Павлович 1887—1889
- Пречан, Антон Антонович 1889—1903
- Кедринский, Александр Антонович 1903—1907[9]
- Лебедев, Александр Федотович 1907—1913[10]
- Эльманович, Дмитрий Павлович 1913—1918
- Сапожников, Михаил Иванович 1918—1922
- ??? 1922—1925
- Бурцев, Александр Николаевич 1925—1929
- Андреев, Иван Дмитриевич 1929—1937
- Иоффе, Михаил Моисеевич 1937—1941
- Чернавская, Надежда Ивановна 1943—1944
- Соловьев, Захарий Степанович 1944—1945
- Диесперов, Яков Яковлевич 1945—1951
- Кобранов, Василий Андреевич 1951—1957
- Барков, Сергей Андреевич 1957—1960
- Дроздов, Всеволод Петрович 1960—1972
- Панкратов, Александр Иосифович 1972—1980
- Юркевич, Надежда Николаевна 1980—1987
- Тимофеев, Валентин Григорьевич 1987—2001
- Бурцев, Александр Николаевич 2001—2007
- Казанцева, Татьяна Васильевна 2007—2013
- Слободич, Анжела Николаевна 2013—2025
- Макаров, Григорий Александрович (и.о директора) 2025—наст.время

## Известные ученики
В смоленской гимназии:

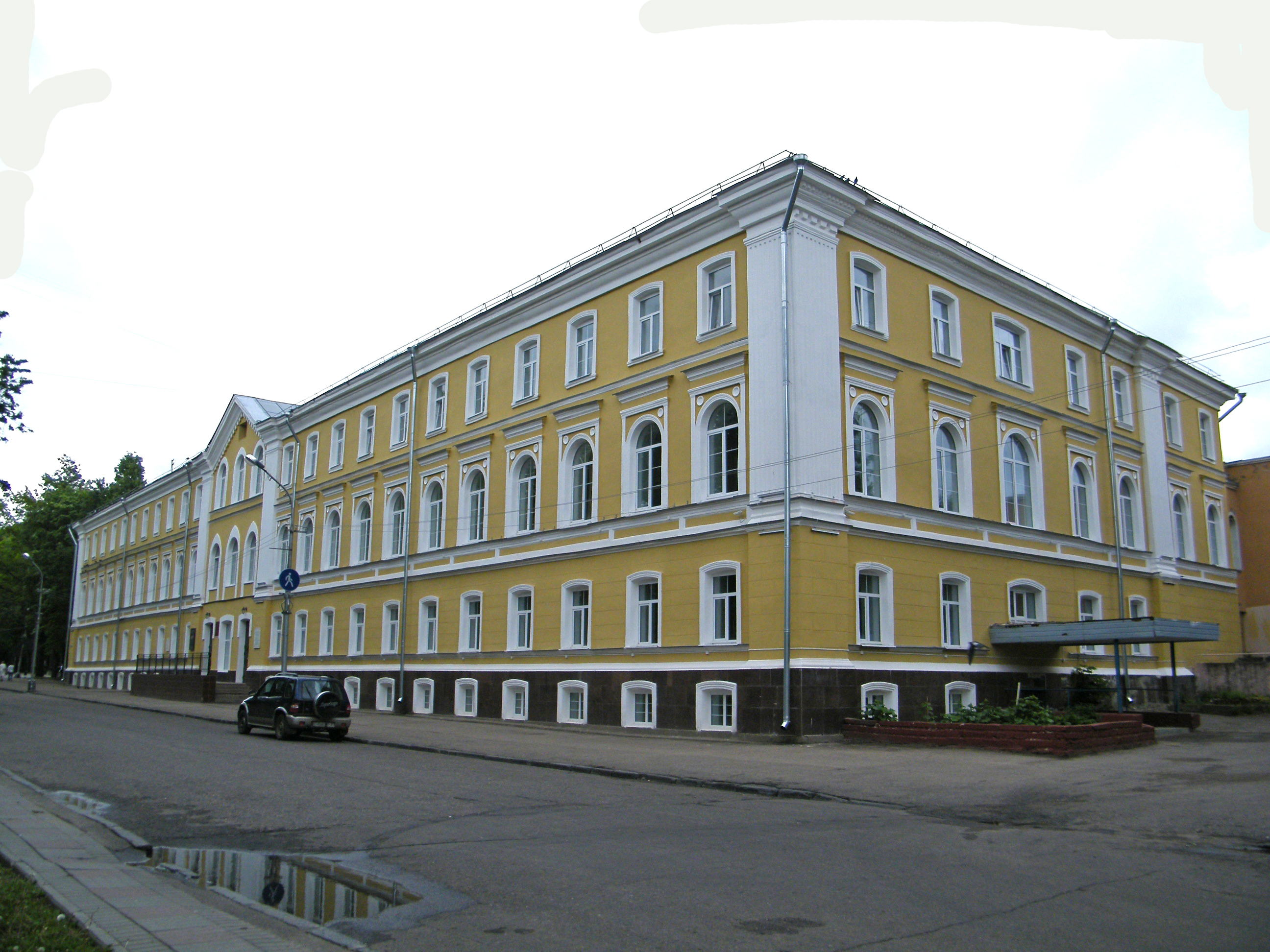
Гимназия в 2012 году

- Аверинцев, Сергей Васильевич — зоолог, профессор
- Аксёнов, Михаил Васильевич — краевед
- Блажко, Сергей Николаевич (вып. 1888) — астроном, член-корреспондент АН СССР
- Бончковский, Вячеслав Францевич (вып. 1906) — геофизик
- Гарбузов, Николай Александрович — музыкальный акустик, профессор Московской консерватории
- Глинка, Николай Леонидович — химик
- Глинка, Константин Дмитриевич (вып. 1885) — почвовед, академик АН СССР
- Гуляев, Андрей Владимирович — хирург
- Еншин, Михаил Александрович — генерал, Герой Советского Союза
- Карниолин-Пинский, Матвей Михайлович — русский юрист, государственный и судебный деятель, сенатор
- Лонгинов, Виталий Витальевич — химик
- Лукьянов, Яков Афанасьевич — профессор математики Демидовского лицея
- Микешин, Михаил Осипович — выдающийся русский скульптор
- Папенгут, Павел Оскарович (вып. 1871) — военный деятель
- Посников, Александр Сергеевич — экономист
- Пржевальский, Николай Михайлович (1849—1855) — путешественник, натуралист
- Степанов, Вячеслав Васильевич (вып. 1908, с золотой медалью) — математик, член-корреспондент АН СССР
- Стецкий, Алексей Иванович — партийный деятель, соратник Сталина
- Тихомиров, Александр Андреевич (вып. 1868, с золотой медалью) — зоолог
- Трояновский, Михаил Константинович (1901—1908, не окончил) — фармацевт, затем актёр
- Туржанский, Борис Александрович — лётчик-испытатель

В смоленской советской школе:
- Бондарев, Лев Георгиевич (вып. 1950 г., с золотой медалью) — географ
- Галкин, Юрий Петрович — юн. чемпион СССР по толканию ядра, профессор Смоленского ИФК.
- Верников, Яков Ильич — лётчик-испытатель, Герой Советского Союза
- Кербель, Лев Ефимович (1925—1935) — советский и российский скульптор
- Лукьянов, Анатолий Иванович (вып. 1948 г., с золотой медалью) — профессор, политический деятель.

В смоленской гимназии:
- Даванков, Владислав Андреевич

## Современная гимназия

### Школьная газета
В 2006 году ко дню 220-летия со дня основания гимназии вышел первый номер школьной газеты «Смоленский Гимназист». Газета существует и по сей день. Материалы печатного издания повествуют о гимназической жизни, прошедших мероприятиях, публикуется творчество учеников и педагогов. Главный редактор газеты — должность выборная. Обычно главным редактором газеты становится ученик выпускного класса отлично проявивший себя в русском языке, литературе и общественной жизни гимназии.

### Гимназия и КВН
Каждую осень в стенах гимназии проходит Фестиваль Клуба Веселых и Находчивых (КВН). Ученики придумывают веселые шутки на актуальные и злободневные школьные темы. Известные КВНщики из команды «Триод и Диод» являются выпускниками смоленской гимназии.
Команда КВН «Триод и Диод»
Триод и Диод — команда Высшей лиги КВН (с 2009 года), представляет город Смоленск. Достижения и титулы:
- Вице-чемпионы Рязанской лиги 2004
- Бронзовые призёры Первой лиги КВН 2007
- Чемпионы Премьер-Лиги 2008
- Финалисты Высшей лиги КВН 2009
- Бронзовые призёры Высшей лиги КВН 2010
- Чемпионы Высшей лиги КВН 2012
- Обладатели Летнего кубка КВН 2013

Команда КВН «Лошадь Пржевальского»
В 2009 году была образована сборная старшеклассников для участия в сезоне юниор лиги «КВН по-Смоленски». За несколько лет школьная команда добилась больших успехов не только на смоленской КВНовской сцене, но и за её пределами. Достижения и титулы:
- Обладатели Кубка КВН Губернатора Смоленской области 2010
- Финалисты сезона юниор лиги «КВН по-Смоленски» 2008—2009
- Участники сезона Межрегиональная лига МС КВН «Балтика» (Санкт-Петербург) 2009
- Чемпионы сезона юниор лиги «КВН по-Смоленски» 2009—2010
- Полуфиналисты сезона «КВН по-Смоленски» среди студенческих команд 2010